# Wounds
Wounds é um filme de terror psicológico estadunidense de 2019 escrito e dirigido por Babak Anvari e estrelado por Armie Hammer, Dakota Johnson e Zazie Beetz. O roteiro do filme é baseado no romance The Visible Filth, de Nathan Ballingrud.
Teve sua estreia mundial no Festival de Cinema de Sundance em 26 de janeiro de 2019, e foi lançado nos Estados Unidos em 18 de outubro de 2019, pela Hulu e internacionalmente na Netflix.

## Elenco
- Armie Hammer como Will
- Dakota Johnson como Carrie
- Zazie Beetz como Alicia
- Karl Glusman como Jeffrey
- Brad William Henke como Eric
- Jim Klock como Patrick
- Luke Hawx como Marvin
- Kerry Cahill como Rosie
- Terrence Rosemore como Duane Cross
- Ben Sanders como Jason

## Recepção
No Rotten Tomatoes, o filme tem uma taxa de aprovação de 49% com base em 57 avaliações, com uma média ponderada de 5,29/10. O consenso crítico do site diz: "Wounds não deixa de ter seus encantos rastejantes, mas eles - e os esforços de um elenco talentoso - são esmagados por uma história que nunca chega completamente sob a pele". No Metacritic, o filme tem uma classificação de 51 em 100, com base em 12 reviews, indicando "críticas mistas ou médias".